# قز قلعه طرویزک
قز قلعه طرویزک در شهرستان تاکستان، روستای طرویزک واقع شده و این اثر در تاریخ ۱۶ آبان ۱۳۷۹ با شمارهٔ ثبت ۲۸۶۰ به‌عنوان یکی از آثار ملی ایران به ثبت رسیده‌است.